# Granite Falls (Minnesota)
Granite Falls ist eine Kleinstadt (mit dem Status „City“) im Südwesten des US-amerikanischen Bundesstaates Minnesota. Die Stadt ist Verwaltungssitz des Yellow Medicine County, liegt aber zur Hälfte auch im Chippewa County. Das U.S. Census Bureau hat bei der Volkszählung 2020 eine Einwohnerzahl von 2.737 ermittelt.
Das Andrew John Volstead House, das Wohnhaus des Politikers Andrew Volstead, der maßgeblich am Zustandekommen der Prohibition beteiligt war, befindet sich in Granite Falls. Das Gebäude ist sowohl in das Register der Historic Landmarks als auch der Historic Places aufgenommen worden.

## Geografie
Granite Falls liegt beiderseits des Minnesota River auf 44°48′38″ nördlicher Breite und 95°32′36″ westlicher Länge. Die Stadt erstreckt sich über 9,6 km², die sich auf 8,9 km² Land- und 0,7 km² Wasserfläche verteilen.
Benachbarte Orte von Granite Falls sind Montevideo (22,6 km nordwestlich), Sacred Heart (17 km östlich), Hanley Falls (16,4 km südwestlich) und Clarkfield (21,9 km westlich).
Die nächstgelegenen größeren Städte sind Minneapolis (201 km östlich), Minnesotas Hauptstadt Saint Paul (217 km in der gleichen Richtung), Rochester (310 km ostsüdöstlich), Sioux Falls in South Dakota (192 km südwestlich) und Fargo in North Dakota (287 km nordnordwestlich).

## Verkehr
In Granite Falls treffen der U.S. Highway 212 und die Minnesota State Routes 23 und 67 zusammen. Am nördlichen und am südlichen Rand des Stadtzentrums führen je eine Straßenbrücke über den Minnesota River. Alle weiteren Straßen sind untergeordnete Landstraßen, teils unbefestigte Fahrwege oder innerstädtische Verbindungsstraßen.
Entlang des nördlichen Ufers des Minnesota River verläuft eine Eisenbahnlinie der Twin Cities and Western Railroad. Durch den Westen des Stadtgebiets verläuft eine Strecke der BNSF Railway, die im Nordwesten über eine Eisenbahnbrücke den Minnesota River quert und nördlich davon die andere Bahnlinie kreuzt.
Der Granite Falls Municipal Airport befindet sich 7,7 km südlich der Stadt. Der nächste Großflughafen ist der Minneapolis-Saint Paul International Airport (198 km östlich).

## Demografische Daten
Nach der Volkszählung im Jahr 2010 lebten in Granite Falls 2897 Menschen in 1282 Haushalten. Die Bevölkerungsdichte betrug 325,5 Einwohner pro Quadratkilometer. In den 1282 Haushalten lebten statistisch je 2,17 Personen.
Ethnisch betrachtet setzte sich die Bevölkerung zusammen aus 89,9 Prozent Weißen, 0,6 Prozent Afroamerikanern, 5,2 Prozent amerikanischen Ureinwohnern, 0,4 Prozent Asiaten sowie 1,8 Prozent aus anderen ethnischen Gruppen; 2,1 Prozent stammten von zwei oder mehr Ethnien ab. Unabhängig von der ethnischen Zugehörigkeit waren 4,7 Prozent der Bevölkerung spanischer oder lateinamerikanischer Abstammung.
21,5 Prozent der Bevölkerung waren unter 18 Jahre alt, 57,8 Prozent waren zwischen 18 und 64 und 20,7 Prozent waren 65 Jahre oder älter. 51,6 Prozent der Bevölkerung war weiblich.

Das mittlere jährliche Einkommen eines Haushalts lag bei 38.942 USD. Das Pro-Kopf-Einkommen betrug 20.791 USD. 16,8 Prozent der Einwohner lebten unterhalb der Armutsgrenze.

## Tornado am 25. Juli 2000
Am 25. Juli 2000 wütete in Granite Falls und dem Yellow Medicine County ein Tornado. Der Trichter des Tornados senkte sich in den ländlichen Gebieten des Countys westnordwestlich von Granite Falls zum Boden und traf um 18:10 auf Granite Falls. Der Tornado wanderte durch die bewohnten Teile der Stadt und hob sich nach 15 km am Boden etwa um 18:25 Uhr wieder vom Boden. Eine Person wurde getötet und mehr als ein Dutzend verletzt. Der Sachschaden in der Stadt und ihrer Umgebung ging in die Millionen. Die meisten Schäden in Granite Falls entsprachen denen eines Tornado der Stufe F-2 und F-3 der Fujita-Skala, das Ausmaß der Schäden an der Ecke der 9. Avenue und der 14. Straße veranlasste den National Weather Service jedoch, die Intensität des Tornados als F-4 einzustufen. Er war damit einer der stärksten Tornados in der Geschichte des Bundesstaates.